# Чигиринський замок
Чигири́нський за́мок — фортеця, збудована в місті Чигирин у XVI столітті. Була частиною оборонної смуги укріплень Київського староства з півдня. В часи Хмельниччини та Руїни слугувала цитаделлю гетьманської столиці — Чигирина.

## Історія

### Будівництво. ДобаРечі Посполитої
Замок був збудований на місці стародавнього городища. Фундатором виступив черкаський староста Олександр Вишневецький — згідно з привілеєм польського короля Зигмунта III Вази від травня 1589 року. Місцем будівництва обрали Кам'яну гору, яка височіла над заболоченою рівниною заплави річки Тясмин. Це була найвигідніша стратегічна позиція в околиці.
Згідно з люстрацією 1622 року, замок мав дерев'яну оборонну огорожу та 3 дерев'яні башти (одна з яких була надбрамною). Огорожа була збудована з дубових стовбурів і мала дах. У 1660-х роках з'явилися земляні укріплення бастіонного типу, що в плані мали форму трикутника, що відповідало обрисам гори.

### Розквіт. Цитадель гетьманської столиці
В 1648 році Чигиринський замок переходить під владу Богдана Хмельницького і стає цитаделлю гетьманської столиці (резиденція гетьмана знаходилася не у замку, а в самому місті). Замок постійно модернізувався відповідно до вимог новітньої європейської фортифікації. При Петрові Дорошенку, для якого фортеця також стала головним укріпленим пунктом, вали та бастіони обкладалися камінням по староіталійській системі. Один із таких бастіонів зберігся та відреставрований у наш час (відомий як бастіон Дорошенка або тюрма Дорошенка).

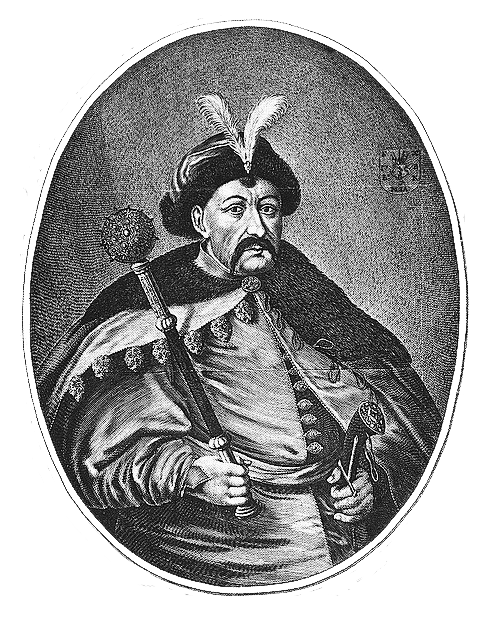
Богдан Хмельницький
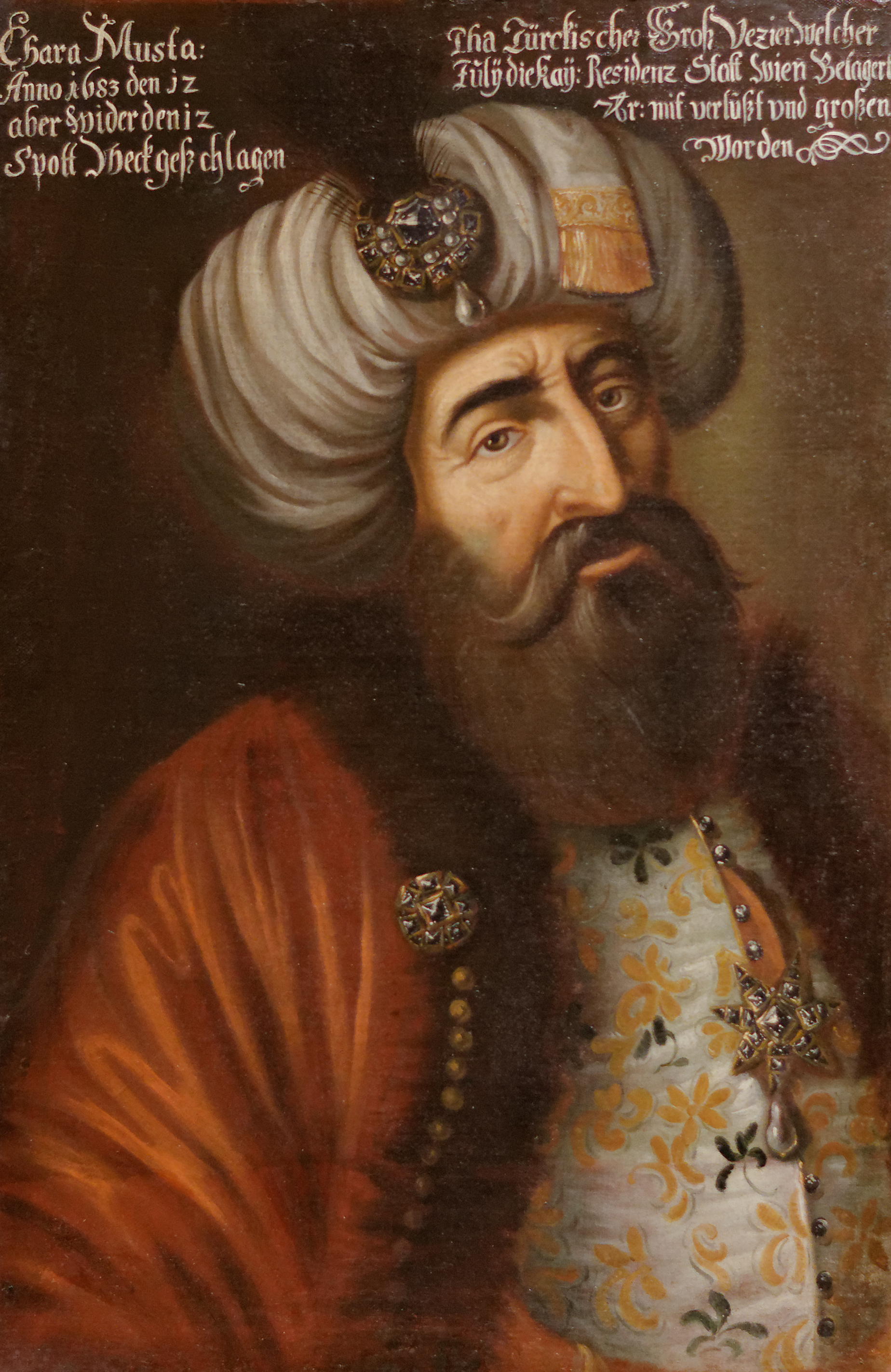
Кара-Мустафа

1674 року почалися московські Чигиринські походи проти Петра Дорошенка та його турецьких союзників. До кінця весни лише Чигирин із кількома навколишніми селами лишався під владою гетьмана. У червні Чигиринський замок взятий в облогу московським воєводою Григорієм Ромодановським разом з гетьманом Лівобережної України Іваном Самойловичем.
На підмогу Петру Дорошенку виступив османський полководець візир Кара-Мустафа. Росіяни були змушені відступити на лівий берег Дніпра. Правобережна Україна повернулася під владу Дорошенка, а восени туди вступило польське військо. У вересні 1676 року Чигирин був знову взятий росіянами в облогу. Після короткого бою 19 вересня Дорошенко склав з себе обов'язки гетьмана. З цього моменту місто втратило статус столиці, у замку розташувався московський гарнізон.

### Руїна. Знищення та занепад

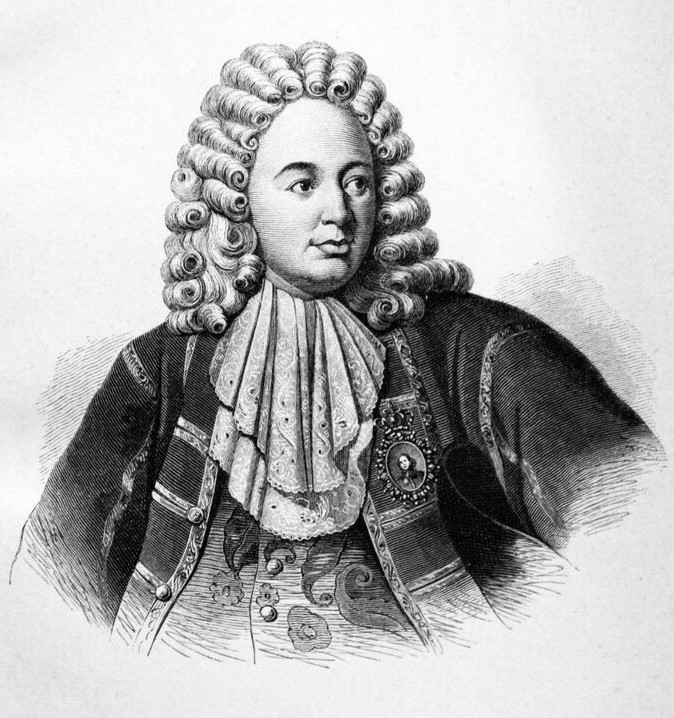
Патрік Ґордон

Значні пошкодження замок отримав після османської облоги влітку 1677 року, коли від 120-тисячної армії оборонялись 5 тисяч українських козаків та 24 тисячі московських стрільців. Після підходу допомоги війська Ромодановського та гетьмана Самойловича турки були змушені відступити. Влітку 1678 року турки розробили план наступу — вони хотіли взяти Чигирин, Черкаси і дійти до Києва. 8 липня розпочалась нова облога Чигиринського замку.
Ромодановський мав секретний царський указ знищити укріплення, якщо оборона буде надто складною. У ніч на 10 серпня, з огляду на явне небажання московських воєначальників боронити Чигирин (а відтак і неможливість утримати замок супроти 200-тисячного турецького війська), Патрік Ґордон вивів із замку гарнізон та підірвав пороховий погріб та гармати. Цим вибухом Чигиринський замок був зруйнований і вже ніколи не відновлювався. Саме місто було спустошеним, воно втратило своє політичне та стратегічне значення.
Та найбільших руйнувань рештки Чигиринського замку зазнали від дрібних підприємців, які протягом XIX століття влаштували на Кам'яній горі виробництво млинових жорен з місцевого пісковику, якими торгували по всій Наддніпрянщині. Внаслідок цього зникла вся західна половина замкової території, оскільки там кар'єр понизив гору на декілька метрів.

## Опис замку

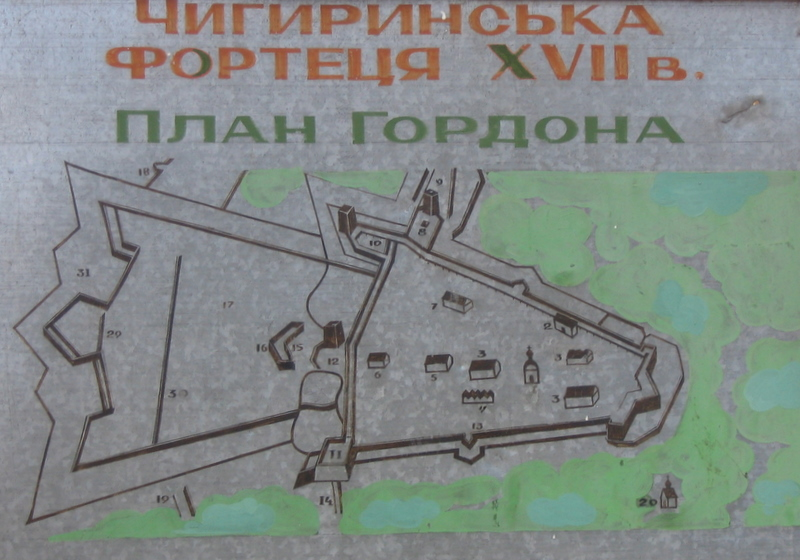
Схема Чигиринської фортеці (Патрік Ґордон)

На сьогодні збереглось лише 4 зображення Чигиринського замку. Два топографічних плани, виконані в 1678 році відомим шотландським інженером на московській службі Патріком Ґордоном. Третє зображення — це малюнок з літопису Самійла Величка «Штурм Чигирина 1678 року». Згідно з цими планами замок мав прогресивний, як на ті часи, планово-просторовий устрій. Його обриси нагадували трикутник, який відповідав формі Кам'яної гори, на якій він був розташований. Мур містив у собі ламаний багатокутний форт валу на гірському шпилі, бастіони та равеліни з напільного боку і на схилах гори. Огорожа була частково мурована, а частково дерев'яно-земляна. Посеред подвір'я на горі знаходились дерев'яна триверха Миколаївська церква, одноповерхові будинки коменданта, кордегардії, комори тощо. На плані Ґордона позначено декілька дерев'яних башт без даху, які з'єднувались з бастіонами і слугували своєрідними бастеями, на верхніх помостах яких були встановлені гармати. Навесні 1678 року, очікуючи нападу турків, Ґордон спроектував з напільного боку земляний кронверк, названий Новим верхнім городом. Це було бастіонне укріплення голландської системи, збудоване всього за 4 місяці.
В останні роки був знайдений третій план Ґордона, який включає в себе не тільки замок, але й саме місто. Згідно з цим планом, Тясмин зображений навпроти Замкової гори. Там, де відстань від підніжжя гори до річки була мінімальною, русло перегороджене греблею, по якій проходив головний в'їзд з надбрамною баштою до міста. Через греблю на річці утворився великий став, який ще більше посилював неприступність замку. Нижнє місто по периметру було оточене земляним валом з ровом, який заповнювався водою з річки. У цій лінії укріплень, що впритул підходила до замку, було 4 бастіони та 5 дерев'яних башт. На проміжній терасі нижче замку зображена мурована Петропавлівська церква, яка була схожа на Іллінську церкву Богдана Хмельницького у Суботові. Вона була зального типу, мала двосхилий дах з фронтонами та причілковим фасадом, декоративну маківку на даху. На сьогодні від церкви зберігся тільки фундамент, де в 1675 році був похований київський митрополит Йосип Нелюбович-Тукальський. Церкви Успіння Богородиці та Спасо-Преображенська зображені хрещатими та п'ятиверховими. Біля Петропавлівської та Успенської церков знаходились дзвіниці, на центральній площі міста були розташовані торгові ряди.